# Allium griffithianum
Allium griffithianum — вид рослин з родини амарилісових (Amaryllidaceae); поширений від Середньої Азії до Гімалаїв Індії.

## Опис
Рослини до 40 см заввишки. Цибулина яйцювата; зовнішні оболонки сірувато-чорні; цибулинки присутні, кілька, великі. Листків 2–3, лінійні, напівциліндричні, 1–2 мм завширшки, голі. Зонтики півсферичні, густоквіткові. Листочки оцвітини від широко ланцетних до овальних, 6–7 мм завдовжки, від білих до світло-рожевих або світло-пурпурних, від гострих до тупих, внутрішні коротші від зовнішніх.

## Поширення
Поширення: Афганістан, Киргизстан, Пакистан, Таджикистан, Узбекистан, Гімалаї Індії.